# Antonio García Duarte
Antonio García Duarte (Antequera, Málaga, 4 de diciembre de 1919 - Madrid, 25 de enero de 2009) fue un sindicalista, político y periodista español.

## Biografía
Ingresó a los 14 años en las Juventudes Socialista de Málaga y tuvo una participación activa con otros jóvenes socialistas en el movimiento revolucionario de octubre de 1934. A los 16 años ingresó en la UGT de Antequera. Ya durante la guerra civil (1937) ingresó en el PSOE. Desde el inicio de la guerra civil, con 16 años de edad, se incorporó voluntario en la milicia republicana. 
Finalizada la contienda cayó prisionero en el puerto de Alicante. Se le condenó a seis años y un día; salió en libertad condicional a los tres años, pero fue desterrado a más de 250 kilómetros de Málaga. Escogió Barcelona, donde tenía familia. En 1945 fue elegido Secretario General del Comité Regional de las Juventudes Socialista de Cataluña. En septiembre de 1949, se exilió a Francia, instalándose en Toulouse, donde trabajó como periodista en el Le Socialiste, y tuvo a su cargo el boletín de la UGT. Ocupó cargos en las organizaciones locales del partido y de la UGT.
Regresó a España a comienzos de 1976 siendo Secretario de Organización de la UGT para acelerar la reorganización del sindicato. En las elecciones generales del 15 de junio de 1977 fue elegido senador por la provincia de Málaga. Repitió como senador hasta 1996. Fue elegido también como Concejal del Ayuntamiento de Antequera entre 1979 y 1983. Recibió en el año 1996 la Medalla del Ateneo de Málaga. En 2007, recibió la Medalla de Oro de la Ciudad de Málaga y el título de hijo adoptivo de la ciudad.